# Ranko Hanai
Ranko Hanai (花井 蘭子; Osaka, 15 luglio 1918 – 21 maggio 1961) è stata un'attrice giapponese. È apparsa in oltre 50 film tra il 1931 e il 1957.

## Filmografia parziale
- Tange Sazen yowa: Hyakuman ryō no tsubō (丹下左膳余話 百萬両の壺), regia di Sadao Yamanaka (1935)
- Hana chirinu (花ちりぬ?), regia di Tamizō Ishida (1938)
- Sanshirō Sugata, regia di Akira Kurosawa (1943)
- Shin baka jidai: Zenpen (新馬鹿時代 前篇), regia di Kajirō Yamamoto (1947)
- Ginza Cosmetics (Ginza gesho), regia di Mikio Naruse (1951)
- Life of a Woman (1953)
- Love Letter (1953)
- Entotsu no mieru basho (煙突の見える場所?), regia di Heinosuke Gosho (1953)
- Onna no koyomi, regia di Seiji Hisamatsu (1954)